# Narciarstwo dowolne na Zimowych Igrzyskach Olimpijskich Młodzieży 2012 – ski cross dziewcząt
Ski Cross dziewcząt zaczął się 19 stycznia kwalifikacjami, natomiast bój o medale olimpijskie rozpocznie się 20 stycznia w Kühtai.

## Wyniki

### Kwalifikacje
| Pozycja | Nr | Zawodnik           | Kraj       | Czas    | Uwagi |
| ------- | -- | ------------------ | ---------- | ------- | ----- |
| 1.      | 12 | Michaela Heider    | Austria    | 58.38   | Q     |
| 2.      | 5  | Veronika Čamková   | Czechy     | 58.63   | Q     |
| 3.      | 8  | Emilie Benz        | Szwajcaria | 58.82   | Q     |
| 4.      | 7  | India Sherret      | Kanada     | 1:00.21 | Q     |
| 5.      | 3  | Claudia Leggett    | Australia  | 1:00.30 | Q     |
| 6.      | 1  | Katharina Tordi    | Niemcy     | 1:00.82 | Q     |
| 7.      | 10 | Manuela Roncallo   | Argentyna  | 1:01.67 | Q     |
| 8.      | 6  | Ksienija Maksimowa | Rosja      | 1:01.82 | Q     |
| 9.      | 2  | Emma Vorger        | Francja    | 1:01.87 | Q     |
| 10.     | 9  | Lesley Wilson      | USA        | 1:02.64 | Q     |
| 11.     | 4  | Elisa Guerrero     | Chile      | 1:03.72 | Q     |
| 12.     | 11 | Malou Peterson     | Szwecja    | 1:10.15 | Q     |

#### 1/4 Finału
| Pozycja | Nr | Zawodnik           | Kraj    | Uwagi |
| ------- | -- | ------------------ | ------- | ----- |
|         | 12 | Michaela Heider    | Austria |       |
|         | 6  | Ksienija Maksimowa | Rosja   |       |
|         | 2  | Emma Vorger        | Francja |       |

| Pozycja | Nr | Zawodnik        | Kraj      | Uwagi |
| ------- | -- | --------------- | --------- | ----- |
|         | 7  | India Sherret   | Kanada    |       |
|         | 3  | Claudia Leggett | Australia |       |
|         | 11 | Malou Peterson  | Szwecja   |       |

| Pozycja | Nr | Zawodnik        | Kraj       | Uwagi |
| ------- | -- | --------------- | ---------- | ----- |
|         | 8  | Emilie Benz     | Szwajcaria |       |
|         | 1  | Katharina Tordi | Niemcy     |       |
|         | 4  | Elisa Guerrero  | Chile      |       |

| Pozycja | Nr | Zawodnik         | Kraj      | Uwagi |
| ------- | -- | ---------------- | --------- | ----- |
|         | 5  | Veronika Čamková | Czechy    |       |
|         | 10 | Manuela Roncallo | Argentyna |       |
|         | 9  | Lesley Wilson    | USA       |       |